# 安提克莱伊德斯
安提克莱伊德斯（英語：Anticlides），约活动于公元前3世纪早期。古希腊作家之一，雅典人，他的事迹较为简略，著有一部亚历山大大帝史，一部记述返乡旅途的神话史，一部提洛岛记事。>现存有中世纪时期的著作版本。